# Odete Fátima Machado da Silveira
Odete Fátima Machado da Silveira (Caxias do Sul, 28 de julho de 1953 – Belém, 1 de julho de 2013) foi uma geóloga brasileira. Pioneira nos estudos geológicos e geofísicos da região norte do Brasil, uma das primeiras mulheres cientistas da região norte a participar de comitês científicos da região e nos ministérios da Ciência e Tecnologia e do Meio Ambiente, uma das primeiras mulheres a embarcar em um cruzeiro científico para o Alasca, uma das primeiras especialistas em Geologia e Geofísica Marinha do Brasil.

## Biografia
Odete nasceu na cidade de Caxias do Sul, no Rio Grande do Sul, em 1953, em uma família italiana. Ingressou no ensino superior na Universidade do Vale do Rio dos Sinos, mas em 1982 se transferiu para o curso de Geologia da Universidade Federal do Pará (UFPA). Lutou por melhorias nas condições de estudo dos estudantes, tanto no Rio Grande do Sul quanto no Pará.
Em 1985, concluiu o curso de geologia e se casou com o namorado da faculdade, José Francisco Berredo Reis e Silva, e ingressou na especialização em Geologia e Geofísica Marinha pela Universidade Federal Fluminense. No ano seguinte, ingressou no mestrado em geologia pela Universidade Federal do Pará, obtendo o título em 1989. Junto dos pesquisadores Jurgen Bischoff, Paulo Sucasas e Luis Ercílio Faria Jr., neste período, Odete ajudou a idealizou uma linha de pesquisa Geologia e Geofísica Marinha para a UFPA. Lá se instalou o Programa de Pesquisa e Ensino em Ciências do Mar-PROMAR, programa que gerou muitos dados e estudos sobre a zona costeira amazônica.
Em 1992, ingressou no doutorado, pela Universidade Federal do Pará, com colaboração com o Marine Science Research Center, da Stony Brook University, onde estagiou entre os anos de 1994 a 1996. Sua tese A Planície Costeira do Amapá:Dinâmica de ambiente costeiro influenciado por grandes fontes fluviais quaternárias foi a primeira tese a estudar a zona costeira do Amapá.
Sem conseguir implantar a linha de pesquisa na UFPA, Odete ingressou na Universidade Federal do Amapá como professora visitante, onde tentou implantar estudos costeiros na instituição. Sem conseguir a implantação do programa, Odete ingressou no Programa de Gerenciamento Costeiro do Estado do Amapá (GERCO) em 1998, onde foi sua coordenadora até 2002. Seu trabalho de pesquisa gerou um vários dados e estudos geológicos e geofísicos na zona costeira amapaense. Seu trabalho ajudou na implantação do atual Núcleo de Pesquisas Arqueológicas e na Rede Clima e Tempo, que resultou na implantação do Núcleo de Hidrometeorologia e Energia Renováveis.
Problemas no Amapá a fizeram ingressar na Universidade Federal do Pará como professora adjunta na Faculdade de Oceanografia. Foi a responsável por diversas melhorias no curso, tendo sido também diretora da instituição. Foi a responsável pela implantação da linha de geofísica marinha, de oceanografia geológica e pela criação e implantação do Laboratório de Oceanografia Geológica e Geofísica. Em 2012, começou as atividades no Curso de Pós-Graduação em Geofísica na formação de mestres e doutores, além de auxiliar na implantação do laboratório de radiocarbono da instituição, que também leva seu nome.

## Morte
Sua saúde começou a se deteriorar em 2007, quando precisou trocar três válvulas no coração. Com a saúde ainda fragilizada, ela morreu em 1 de julho de 2013, aos 59 anos, em Belém. Seu corpo foi cremado no Complexo Crematório Max Domini, em Marituba. Suas cinzas foram lançadas na foz do rio Amazonas, atendendo a um pedido seu.